# Palpa (província)
Palpa é uma província do Peru localizada na região de Ica. Sua capital é a cidade de Palpa.

## Distritos da província
- Llipata
- Palpa
- Río Grande
- Santa Cruz
- Tibillo